# Festival de Cannes 1988
Le Festival de Cannes 1988, 41e édition, s'est déroulé du 11 au 23 mai 1988 au Palais des festivals, à Cannes.

## Faits marquants
Philippe Sarde déclara ultérieurement que lui et Claude Berri (ayant collaboré sur Tess) se battaient pour que Pelle le Conquérant ait la Palme d'or, alors que Scola, Kinski et une partie du jury voulait sacrer Un Monde à Part. Le résultat fut décidé après un vote à sept voix contre cinq,.

## Jurys

### Compétition
- Président du jury : Ettore Scola, réalisateur
- Claude Berri, producteur
- David Robinson, critique
- Elena Safonova, comédienne
- George Miller, réalisateur
- Héctor Olivera, réalisateur
- Nastassja Kinski, comédienne
- Philippe Sarde, compositeur
- Robby Müller, directeur de la photographie
- William Goldman, Scénariste

### Caméra d'or
- Président du jury : Danièle Delorme, comédienne
- Bernard Jubard
- Carlos Avellar, journaliste
- Chantal Calafato, cinéphile
- David Streiff, cinéphile
- Ekaterina Oproiu, journaliste
- Henry Chapier, critique
- Jacques Champreux, réalisateur

## Sélections

### Sélection officielle

#### Compétition
La sélection officielle en compétition se compose de 21 films :
- Un monde à part (A World Apart) de Chris Menges  Royaume-Uni
- Onimaru de Kiju Yoshida  Japon
- Bird de Clint Eastwood  États-Unis
- Chocolat de Claire Denis  France
- Triple Assassinat dans le Suffolk (Drowning by Numbers) de Peter Greenaway  Royaume-Uni
- El Dorado de Carlos Saura  Espagne
- Demain, je serai libre (El Lute II: mañana seré libre) de Vicente Aranda  Espagne
- Le Roi des enfants (Háizǐ Wáng) de Chen Kaige  Chine
- Hanussen de István Szabó  Hongrie
- Tu ne tueras point (Krótki film o zabijaniu) de Krzysztof Kieślowski  Pologne
- Patty Hearst de Paul Schrader  États-Unis
- Trois Sœurs (Fürchten und Lieben) de Margarethe von Trotta  Allemagne
- L'Enfance de l'art de Francis Girod  France
- L'Œuvre au noir de André Delvaux  Belgique
- Rien à perdre (Miles from Home) de Gary Sinise  États-Unis
- Pelle le Conquérant (Pelle Erobreren) de Bille August  Danemark
- Le Sud (Sur) de Fernando Solanas  Argentine
- Le Navigateur : Une odyssée médiévale (The Navigator: A Mediaeval Odyssey) de Vincent Ward  Nouvelle-Zélande
- Les Cannibales (Os Canibais) de Manoel de Oliveira  Portugal
- Le Passager - Welcome to Germany (Der Passagier – Welcome to Germany) de Thomas Brasch  Allemagne
- L'Île de Pascali (Pascali's Island) de James Dearden  Royaume-Uni

#### Un certain regard
La section Un certain regard comprend 22 films :
- Le Son de l'air (A Song of Air) de Merilee Bennett (court métrage)
- Antarjali Jatra de Goutam Ghose
- De sable et de sang de Jeanne Labrune
- Domani, domani  (Domani accadrà) de Daniele Luchetti
- Le Voyage d'une montre (Akrebin Yolculuğu) d'Ömer Kavur
- Havinck de Frans Weisz
- Hôtel Terminus de Marcel Ophüls
- Katinka de Max von Sydow
- La maschera de Fiorella Infascelli
- La Méridienne de Jean-François Amiguet
- Lamento de François Dupeyron (court métrage)
- Les Portes tournantes de Francis Mankiewicz
- Les Vauriens (Mapantsula) d'Oliver Schmitz
- Sur le globe d'argent (Na srebrnym globie) d'Andrzej Żuławski
- Natalia de Bernard Cohn
- Proc? de Karel Smyczek
- Rouge of the North (Yuan nu) de Fred Tan
- Le Cas Harms (Slučaj Harms) de Slobodan D. Pesic
- Parmi les pierres grises (Sredi serykh kamneï) de Kira Mouratova
- Les Disciples de Staline (Yaldei Stalin) de Nadav Levitan
- The Raggedy Rawney de Bob Hoskins
- Temps de violence (Vremé na nassilie) de Lioudmil Staïkov

#### Hors compétition
4 films sont présentés hors compétition :
- Le Grand Bleu de Luc Besson
- Milagro (The Milagro Beanfield War) de Robert Redford
- Yvette Chauviré - Une étoile pour l'exemple de Dominique Delouche
- Willow de Ron Howard

#### Séances spéciales
3 films sont présentés en séance spéciale :
- Dear America : Lettres du Viêt Nam (Dear America: Letters Home from Vietnam) de Bill Couturié
- Histoire(s) du cinéma de Jean-Luc Godard
- The Blue Iguana de John Lafia

### Quinzaine des réalisateurs
- Amerika, Terra Incognita de Diego Rísquez
- Die Venusfalle de Robert van Ackeren
- Distant Voices, Still Lives de Terence Davies
- Ei de Danniel Danniel
- Herseye Ragmen de Orhan Oguz
- La Ligne de Chaleur de Hubert-Yves Rose
- Légendes Vivantes de Nodar Managadzé
- Mars Froid de Igor Minaiev
- Natal da Portela de Paulo César Saraceni
- La Fille du Nil de Hou Hsiao-hsien
- Noujoum A'nahar d'Oussama Mohammad
- Romance Da Empregada de Bruno Barreto
- Salaam Bombay! de Mira Nair
- Sarikat Sayfeya de Yousry Nasrallah
- Soursweet de Mike Newell
- Un lundi trouble de Mike Figgis
- Tabataba de Raymond Rajaonarivelo
- The Suitors de Ghasem Ebrahimian

### Perspectives du cinéma français

#### Longs-métrages
- De bruit et de fureur de Jean-Claude Brisseau
- L'Autre Nuit de Jean-Pierre Limosin
- Le Café des Jules de Jacques Nolot et Paul Vecchiali
- Terre sacrée de Emilio Pacull
- THE WASTE LAND de Timon KOULMASIS
- UNE TOUCHE DE BLEUE de Claude Timon GAIGNAIRE
- Ville étrangère de Didier Goldschmidt

#### Courts-métrages
- Bisbille de Roch Stéphanik
- FER A REPASSER de Sylvain Monod
- LA RUE OUVERTE de Michel Spinosa
- LA STRADA DEL SOL de Philomène Esposito
- LES DEUX CERVELLES de Pierre Baudry et Michaëla Watteaux
- RETOUR À LA BOULANGERIE de Christophe JANKOVIC
- Une femme pour l'hiver de Manuel Flèche
- VACANCES A L'HÔTEL de Odile DEVAUTOUR

### Semaine de la critique

#### Longs métrages
- La Migration des moineaux (Begurebis gadaprena) de Temur Babluani (URSS)
- Mon cher sujet d'Anne-Marie Miéville (France/Suisse)
- Pleine lune (Dolunay) de Sahin Kaygun (Turquie)
- Portrait d’une vie (Ekti Jiban) de Raja Mitra (Inde)
- Le Puits (Jin) de Li Yalin (Chine)
- Testament de John Akomfrah (Royaume-Uni)
- Tokyo Pop de Fran Rubel Kuzui (Etats-Unis)

#### Courts métrages
- Artisten (L’Artiste) de Jonas Grimas (Suède)
- Blues Black and White de Markus Imboden (Suisse)
- Cidadão Jatoba (Citoyen Jatoba) de Maria Luiza Aboïm (Brésil)
- La Face cachée de la lune d'Yvon Marciano (France)
- Klatka (La Cage) d'Olaf Olszewski (Pologne)
- Métropolis Apocalypse de Jon Jacobs (Royaume-Uni)

## Palmarès
Longs métrages
- Palme d'or : Pelle le Conquérant (Pelle Erobreren) de Bille August
- Grand Prix Spécial du Jury : Un monde à part (A World Apart) de Chris Menges
- Prix d'interprétation féminine : Barbara Hershey, Jodhi May et Linda Mvusi pour Un monde à part (A World Apart) de Chris Menges
- Prix d'interprétation masculine : Forest Whitaker pour Bird de Clint Eastwood
- Prix de la mise en scène : Fernando Solanas pour Le Sud (Sur)
- Prix du Jury : Tu ne tueras point (Krótki film o zabijaniu) de Krzysztof Kieślowski
- Prix de la meilleure contribution artistique au Festival International du Film : Triple Assassinat dans le Suffolk (Drowning by Numbers) de Peter Greenaway
- Grand Prix de la Commission Supérieure Technique : Bird de Clint Eastwood
- Prix de la Critique Internationale - F.I.P.R.E.S.C.I. (ex æquo) : Tu ne tueras point (Krótki film o zabijaniu) de Krzysztof Kieślowski et Hôtel Terminus de Marcel Ophüls
- Caméra d'or : Salaam Bombay! de Mira Nair

Courts métrages
- Palme d'Or du court métrage : Fioritures (Bukpytacy) de Garri Bardine
- Prix du court métrage - animation : Ab ovo / Homoknyomok de Ferenc Cakó
- Prix du court métrage - fiction : Sculpture physique de Yann Piquer et Jean-Marie Maddeddu